# Wilhelm Heinrich Wackenroder
Wilhelm Heinrich Wackenroder (ur. 13 lipca 1773 w Berlinie, zm. 13 lutego 1798 tamże) – jeden z prekursorów niemieckiego romantyzmu.

## Życiorys
Urodził się i wychował w rodzinie pruskiego urzędnika. Od lat szkolnych do wczesnej śmierci przyjaźnił się z Ludwigiem Tieckiem, z którym wspólnie napisał zbiór esejów o sztuce. Studiował prawo w Getyndze i Erlangen, a po ukończeniu studiów pracował jako asesor sądowy w Berlinie.
Interesował się literaturą i sztuką, co znalazło wyraz w jego pracach – poetyzujących esejach o naturze sztuki i powołaniu artysty. Wszystkie utwory poza pierwszym zostały wydane pośmiertnie.

## Poglądy
- jest autorem stwierdzenia, że język ojczysty wyznacza granice naszego świata.
- jego pogląd na sztukę: sztuka wychodzi ze świątyni, ale zachowuje się, jakby w tejże świątyni nadal była. Powodem tego jest fakt, iż w każdym dziele sztuki Ojciec Wszechrzeczy widzi ślad niebiańskiej iskry. Rozkoszowanie się szlachetnymi dziełami sztuki podobne jest do modlitwy.

## Dzieła
- Herzensergießungen eines kunstliebenden Klosterbruders (1797) (pol. Serdeczne wyznania miłującego sztukę zakonnika)
- Franz Sternbalds Wanderungen (1798) (napisane przez Tiecka ze znacznym wkładem Wackenrodera)
- Phantasien über die Kunst, für Freunde der Kunst (1799 (wspólnie z Tieckiem)